# Mãn Thái
Mãn Thái (tiếng Mãn: ᠮᠠᠨᡨᠠᡳ, phiên âm: Mantai, tiếng Trung: 满泰; tiếng Trung: 滿泰; bính âm: Mǎntài, ? - 1596) thuộc Na Lạp thị, là Ô Lạp Bối lặc, con trai của Bố Can, là cha của A Ba Hợi, Đại Phúc tấn của Nỗ Nhĩ Cáp Xích, là ông ngoại của Đa Nhĩ Cổn.
Năm Vạn Lịch thứ 21 (1593), Mã Thái mang theo binh lính Ô Lạp tham gia vào trận Cổ Lặc Sơn, kết quả thủ lĩnh liên quân 9 bộ do Diệp Hách lãnh đạo bị thất bại, em trai Mãn Thái là Bố Chiếm Thái bị Nỗ Nhĩ Cáp Xích bắt giữ, bản thân Mãn Thái đào thoát được về Ô Lạp.
Ba năm sau, Mãn Thái và các con trai vì tàn ác nên bị bộ hạ giết chết, Nỗ Nhĩ Cáp Xích cho Bố Chiếm Thái về Ô Lạp kế vị. Tuy nhiên, thúc của Bố Chiếm Thái là Hưng Ni Kha lập mưu giết Bố Chiếm Thái để kế vị, tuy nhiên sự việc không thành và Hưng Ni Kha phải chạy sang Diệp Hách, Bố Chiếm Thái kế vị chức Bối lặc.